# Nikolaus von Uffenbach
Nikolaus von Uffenbach (* 11. April 1682 in Frankfurt am Main; † 16. August 1744) war Senator der Reichsstadt Frankfurt.
Uffenbach war der Sohn der Advokaten und Ratsherren Zacharias Conrad von Uffenbach und dessen Ehefrau Anna Catharina geborene Schlingwolff. Er studierte an den Universitäten Jena (ab dem 4. Dezember 1700) und Wittenberg (ab dem 7. Juni 1701) Rechtswissenschaften. Wie sein Vater wurde er Ratsherr in Frankfurt am Main. 1720 wurde er Senator und 1733 Schöff.